# Traminda atroviridaria
Traminda atroviridaria är en fjärilsart som beskrevs av Paul Mabille 1881. Traminda atroviridaria ingår i släktet Traminda och familjen mätare. Inga underarter finns listade i Catalogue of Life.